# 로버트 암스트롱
로버트 암스트롱(Robert Armstrong, 1890년 11월 20일 ~ 1973년 4월 20일)는 미국의 배우, 영화배우이다.

## 영화
- 돌거토리 (2007년)
- 페리 메이슨 (1957년)
- 마이티 조 영 (1949년)
- 페일페이스 (1948년)
- 도망자 (1947년)
- 초원의 바다 (1947년)
- 크리미널 코트 (1946년)
- 블러드 온 더 선 (1945년)
- 벨 오브 더 유콘 (1944년)
- 윙클씨 전쟁에 가다 (1944년)
- 액션 인 아라비아 (1944년)
- 어라운드 더 월드 (1943년)
- 마이 페이버릿 스파이 (1942년)
- 리틀 빅 샷 (1935년)
- 킹콩의 아들 (1933년) - 칼 던햄 역
- 킹콩 (1933년) - 칼 던햄 역
- 위험한 게임 (1932년)
- 아이언 맨 (1931년)
- 어 걸 인 에브리 포트 (1928년)